# Cyrtonota moderata
Cyrtonota moderata (лат.) — вид жуков-листоедов подсемейства щитоносоки (Cassidinae). Вид описан в 1913 году Францем Шпетом под названием Neomphalia moderata.

## Описание
На надкрыльях имеется красный сетчатый рисунок, за исключением околощитковой и плечевой их части. Вершина надкрылий с удлинённым выростом.

## Распространение
Вид известен только в Колумбии в департаментах Киндио и Кальдас. Встречается на высотах от 1483 до 1820 над уровнем моря.